# Poklon Cézannu
Poklon Cézannu (francosko Hommage à Cézanne) je slika olje na platnu francoskega umetnika Mauricea Denisa iz leta 1900. Prikazuje številne ključne osebe iz nekoč skrivne bratovščine  Les Nabis (hebr. Preroki). Slika je retrospektiva; do leta 1900 je skupina razpadla, ko so njeni člani zoreli.

## Predmet in kompozicija
Na tej sliki je Maurice Denis zbral skupino prijateljev, umetnikov in kritikov, da bi proslavili Paula Cézanna, ki ga predstavlja njegovo tihožitje Skleda s sadjem, kozarec in jabolka iz let 1879–80 na stojalu v središču slike. Prizorišče je trgovina trgovca z umetninami Ambroisea Vollarda v Rue Laffitte. Cézannova slika je pripadala Paulu Gauguinu, ki je tako obujen, čeprav ni bil na sliki, da je leta 1895 za stalno zapustil Francijo in odšel v Južna morja. Gauguin je Cézanna opisal kot »izjemen biser, punčico mojega očesa.« V ozadju lahko vidite dela Gauguina in Renoirja.
Na sliki je veliko ključnih osebnosti tajne bratovščine Nabijev, ki jim je bil Gauguin glavni mentor. Vključeni so simbolistični slikar Odilon Redon, središče pozornosti na skrajni levi, Paul Sérusier (nabijev pobudnik) v sredini, ki se pogovarja z Redonom, in zadaj, od leve proti desni, Édouard Vuillard, kritik André Mellerio s cilindrom, Ambroise Vollard za stojalom, Maurice Denis, Paul Ranson, Ker-Xavier Roussel, Pierre Bonnard s pipo in skrajno desno Marta Denis, Mauriceova žena.
Na nek način drugačen od drugih je Redon cenjena vodilna osebnost skupine. Zdi se, da Sérusier razlaga Redonu, zakaj je Nabijem všeč Cézanne na podlagi njegove drže. Sčasoma je bil Redon tesneje povezan s Cézannom kot s simbolističnim sopotnikom Gustavom Moreaujem. Redonova vključitev v sliko ni presenetljiva; Denis je bil Redonov oboževalec in je nekoč pripomnil, da je »Redonova lekcija njegova nemoč, da naslika karkoli, kar ni reprezentativno za stanje duše, kar ne izraža neke globine čustev, kar ne prevaja notranje vizije.«
Slika je skoraj v naravni velikosti z višino 180 cm in širino 240 cm, kar poveča njen učinek. Kompozicija ima močne vertikale v pokončnih držah subjektov, stojala in sprehajalne palice, ki ji kontrastno nasprotuje živobarvni pravokotnik uokvirjenega tihožitja. Prizorišče je natrpano. Vollard prime za stojalo, ki šviga iz zgornjega roba slike, figure pa v celoti zasedejo prostor platna in pustijo malo prostora za karkoli drugega. Gospa Denis je prisiljena kukati čez Bonnardovo ramo. V nasprotju z močnimi vertikalami vodje skupine zagotavljajo horizontalni ritem dela. Konservativne črne obleke oporekajo avantgardnemu ugledu Nabijev.

## Pomen
Belinda Thomson je opisala Poklon Cézannu, kot da se je Denis »obrnil od bolj spektakularnega, subjektivnega simbolizma Gauguina in van Gogha k temu, kar je videl kot ponovno uveljavitev klasičnih vrednot pri Cézannu.« Denis je leta 1898 z Gidom obiskal Rim, kjer je odkril ponovno zanimanje za klasicizem. Kasneje je objavil članke, kot sta Cézanne leta 1907 in De Gauguin et de Van Gogh au classicisme leta 1909, ki sta trdila, da je klasicizem jedro francoske kulturne tradicije. S tem je vplival na novo generacijo francoskih umetnikov.
Možen predhodnik dela je Atelje v Les Batignolles (1870) Henrija Fantin-Latourja, v katerem med drugim nastopajo Édouard Manet, Pierre-Auguste Renoir, Émile Zola in Claude Monet.

## Razstave
Poklon Cézannu je bil prikazan na Salonu de la Société nationale des beaux-arts, Pariz, 1901, in Salonu de la Libre Esthétique, Bruselj, Belgija, 1901. Na razstavi je bil ponovno prikazan šele leta 1948. Odzivi leta 1901 so bili mešani. Denis je delo v svojem dnevniku označil za »tisto sliko, ki še vedno spravlja javnost v smeh«.

## Zgodovina
Poklon Cézannu je bil v zbirki pisatelja Andréja Gidea, ki ga je podaril Musée du Luxembourg leta 1928. Nato je vstopil v tri druge zbirke v Parizu: Musée National d'Art Moderne leta 1977, nato Louvre in nazadnje Musée d'Orsay. Pripravljalna risba je shranjena v zasebni zbirki v Saint-Germain-en-Laye.